# Baronia de Riudoms
La Baronia de Riudoms és un títol nobiliari espanyol creat el segle xvi. La baronia va ser elevada a comtat el 30 de juny de 1910 pel rei Alfons XIII a favor de Juan Nepomuceno Pérez-Seoane i Roca de Togores, senador del regne, en memòria d'un antic senyoriu de casa seva, ja que la família Roca de Togores havien estat, en l'antiguitat, Barons de Riudoms.

## Antecedents
Riudoms és actualment un municipi de la comarca catalana del Baix Camp. El 1150, el príncep Robert d'Aguiló donà a Arnau de Palomar el senyoriu de Riudoms. El 1290, el rei Alfons el Franc va lliurar el senyoriu de Riudoms a Berenguer de Puigverd, qui el va vendre a l'arquebisbe Bernat d'Olivella, reservant-se alguns dels drets sobre la població.

## Barons de Ruidoms
|      | Titular                                            | Període                        |
| ---- | -------------------------------------------------- | ------------------------------ |
| I    | Ibáñez de Riudoms                                  |                                |
| II   | Violant Ibáñez de Riudoms                          |                                |
| III  | Mossèn Juan Togores i Ibáñez de Riudoms            |                                |
| IV   | Juan Togores                                       |                                |
| V    | Luis Togores i Gómez Daroca                        |                                |
| VI   | Violant Togores i Gómez Daroca                     |                                |
| VII  | Juan Roca de Togores i Togores                     | ((?)-1617)                     |
| VIII | Gaspar Roca de Togores i Ruiz                      | ((?)-1684)                     |
| IX   | Carlos Luis Roca de Togores i Ruiz-Dávalos         | (1684-1676)                    |
| X    | Juan Roca de Togores i Rocamora                    | (1676-1743)                    |
| XI   | Jerónimo Roca de Togores i Rocamora                | (1743-1739)                    |
| XII  | Luis Roca de Togores i Moncada                     | (1739 - (??))                  |
| XIII | Juan Nepomuceno Mariano Roca de Togores i Escorcia | ((?)-1794)                     |
| XIV  | Luis de Francia Roca de Togores i Valcárcel        | (1794-1828)                    |
| XV   | Juan Nepomuceno Roca de Togores i Carrasco         | (1828-1883)                    |
| XVI  | Enriqueta María Roca de Togores i Corradini        |                                |
| XVII | Juan Nepomuceno Pérez-Seoane i Roca de Togores     | Primer comte de Riudoms (1910) |

## Llinatges
Des de la creació de la baronia el segle xvi fins a la seva transformació en comtat el 1910 són quatre les famílies que han estat propietàries d'aquest títol de noblesa.
- Casa dels Ibáñez de Riudoms
- Togores
- Roca de Togores
- Pérez-Seoane (- 1910)